# کامینگچک-رچیورکی
کامینگچک-رچیورکی (به لهستانی:  Kamieńczyk-Ryciorki) یک روستا در لهستان است که در گمینا بوگوت-پیانکی واقع شده‌است.